# Heimir Hallgrímsson
Heimir Hallgrímsson (Vestmannaeyjar, Islândia - 10 de junho de 1967) é um ex-futebolista e atual treinador de futebol islandês. Atualmente treina a Seleção Irlandesa de Futebol

## Carreira
Entre 1986 e 2007, Heimir atuou por 3 equipes: ÍBV (1986-1992 e 1994-96), Höttur (1993) e Smástund - posteriormente, renomeado KFS (1996-97, como Smástund; e 1998-2007, como KFS). Aposentou-se aos 40 anos de idade.
Ainda como jogador, treinou as equipes de futebol feminino do Höttur e do ÍBV, comandando ainda o time principal em 2002 e entre 2006 e 2011.

### Seleção Islandesa
Em 14 de outubro de 2011, a Federação Islandesa de Futebol anunciou que tinha designado Heimir como auxiliar-técnico da Seleção Islandesa de Futebol e como técnico principal Lars Lagerbäck . A Islândia classificou para o "play-off" da repescagem da Copa do Mundo de 2014, no entanto, perdeu a vaga para a Croácia. Pouco tempo depois, Heimir e Lagerbäck assinou um novo contrato, dessa vez como co-técnicos. Apos a Eurocopa de 2016, com a aposentadoria de Lagerbäck, Heimir então se tornará o único técnico da Seleção Islandesa de Futebol, e ira comandar a seleção no mundial de 2018 na Rússia.

### Estatísticas
Islândia
| Função    | A partir de | Para | Registro | Registro | Registro | Registro | Registro | Registro  |
| Função    | A partir de | Para | G        | W        | D        | L        | Ganhar % | Invicto % |
| --------- | ----------- | ---- | -------- | -------- | -------- | -------- | -------- | --------- |
| Treinador | 2013        | -    | 14       | 7        | 3        | 4        | 50.00%   | 71.43%    |